# Spaß muß sein
Spaß muß sein war der Titel einer Unterhaltungssendung im ARD-Hörfunk, die von 1959 bis 1986 unter der Leitung ihres Spielmeisters Hans Rosenthal ausgestrahlt wurde.

## Ablauf
In dieser Sendereihe mit dem Untertitel „Quiz, Musik und gute Laune“ hatte es Rosenthal im Gegensatz zu seinen anderen Sendereihen nicht mit vorher ausgesuchten Kandidaten zu tun. Während der öffentlichen Veranstaltungen, die teilweise auch live ausgestrahlt wurden, fragte Rosenthal im Saalpublikum nach und suchte sich so ganz spontan seine Kandidaten, die oft vor ungewöhnliche und witzige Situationen und Aufgaben gestellt wurden. Nicht immer blieben die Kandidaten im Saal, denn auch sogenannte Außenspielrunden fanden statt. Bei diesen nicht im Saal stattfindenden Runden wurde der Kandidat jeweils durch einen Reporter unterstützt, der das Spielgeschehen vor allen Dingen für die Hörer zu Haus am Radio und die Saalgäste live kommentierte. Zu den Reportern gehörten u. a. Lea Rosh, Christine Rackuff, Felix Knemöller, Ekkehard Fritsch, Horst Kintscher, Nero Brandenburg, Horst Braun, Reinhard Stein und auch Max Schautzer, der hier von Hans Rosenthal bereits entdeckt und für andere Aufgaben im Fernsehen wie "Allein gegen alle" empfohlen wurde.

## Ausstrahlung
Die ersten Sendungen von Spaß muß sein fanden 1959 in Berlin statt und wurden über den RIAS ausgestrahlt. Später kamen fast alle anderen ARD-Rundfunkanstalten dazu, für die Rosenthal seine munteren und kurzweiligen Spiele veranstaltete: Dabei war er auch oft zur Berliner Theaterwoche in Bonn-Bad Godesberg zu Gast und zur Kieler Woche; selbst zur Fußball-Weltmeisterschaft 1966 in England wurde im Paris-Theater (Paris Theatre) in London eine große Veranstaltung in Coproduktion mit der BBC-Deutschsprachiger Dienst- und dem RIAS, NDR, SFB und SDR ausgestrahlt (Öffentliche Veranstaltung am 11. Juli 1966). Von 1974 bis 1986 gab es eine gleichnamige Serie mit 100 Folgen, bei der u. a. der RIAS, NDR, HR, WDR, SDR und BR beteiligt waren. Angeschlossen war stets der Schweizer Telefonrundspruch. Die erste Folge dieser Reihe fand am 5. April 1974 in Berlin statt. Weitere Veranstaltungsorte waren im Laufe der Jahre die Städte Hof, Braunschweig, Cuxhaven, Flensburg, Georgsmarienhütte, Hameln, Hannover, Hildesheim, Hitzacker, Kiel, Lüneburg, Nienburg/Weser, Osnabrück, Rendsburg, Uelzen, Wilhelmshaven, Wolfsburg, Bietigheim-Bissingen, Böblingen, Bonn-Bad Godesberg, Bondorf, Bruchsal, Buchen, Crailsheim, Dinkelsbühl, Fellbach, Feuerbach, Geislingen an der Steige, Gerabronn, Gerlingen, Heilbronn, Leinfelden, Leipheim, Leonberg, Mannheim, Marbach, Mühlacker, Bad Rappenau, Schorndorf, Schwäbisch Gmünd, Stuttgart, Eltville am Rhein, Erbach (Odenwald), Korbach, Sontra, Viernheim, Dinslaken, Hagen (Westfalen), Iserlohn, Krefeld, Neuss, Bad Pyrmont, Bad Salzuflen, Wuppertal, Burghausen (Salzach), Erding, Lindau (Bodensee), Linz (Österreich), Hamburg und die Insel Borkum. Die 100. und letzte Folge wurde am 18. September 1986 in Füssen durchgeführt. Rosenthal hat 99 Folgen moderiert und geleitet; bei der 100. Folge wurde er infolge seiner schweren Erkrankung von Reinhard Stein, dem Reporter und späteren Regieassistenten der Serie, vertreten.